# В тупике (фильм, 1997)
«В тупике» (англ. Gridlock’d) — кинофильм.

## Сюжет
Александр «Стрэтч» Роуланд (Тим Рот) и Изекииль «Спун» Уитмор (Тупак Шакур) — героиновые наркоманы, решившие завязать со своей привычкой после того, как их друг и солист блюзового трио, в котором все трое состоят, Барбара «Куки» Кук оказалась в реанимации, передозировавшись при первом приеме наркотика. Пытаясь пробиться сквозь препоны апатичной бюрократической системы, преграждающей путь к реабилитационной программе, они вынуждены скрываться от полиции с одной стороны и избегать местных преступников с другой.

## В ролях
| Актёр             | Роль                       |
| ----------------- | -------------------------- |
| Тим Рот           | Александр «Стрэтч» Роуланд |
| Тупак Шакур       | Изекииль «Спун» Уитмор     |
| Танди Ньютон      | Барбара «Куки» Кук         |
| Чарльз Флайшер    | мистер Вудсон              |
| Ховард Хессеман   | слепой                     |
| Джеймс Пикенс мл. | надзиратель                |
| Джон Сейлз        | коп                        |